# عبد الله بيات
عبد الله بيات، لاعب كرة قدم قطري لعب سابقاً في نادي السد ونادي الخريطيات .

## روابط خارجية
- عبد الله بيات على موقع قاعدة بيانات كرة القدم.إي يو (الإنجليزية)